# Somlóvásárhely
Somlóvásárhely (vyslovováno [šomlóvášárhej]) je velká vesnice v Maďarsku v župě Veszprém, spadající pod okres Devecser. Nachází se asi 4 km severozápadně od Devecseru. V roce 2015 zde žilo 1 108 obyvatel. Dle údajů z roku 2011 tvoří 87 % obyvatelstva Maďaři, 4,6 % Romové, 1,3 % Němci a 0,3 % Rumuni, přičemž 12,7 % obyvatel se k národnosti nevyjádřilo.
Sousedními vesnicemi jsou Borszörcsök, Doba, Iszkáz, Somlójenő, Somlószőlős a Tüskevár, sousedním městem Devecser.
Název vesnice se skládá ze tří částí: „Somló“ je název kopce, který se nad vesnicí vypíná, „vásár“ je maďarský výraz pro „trh“ a „hely“ znamená „místo“.